# Pencaitland Parish Church

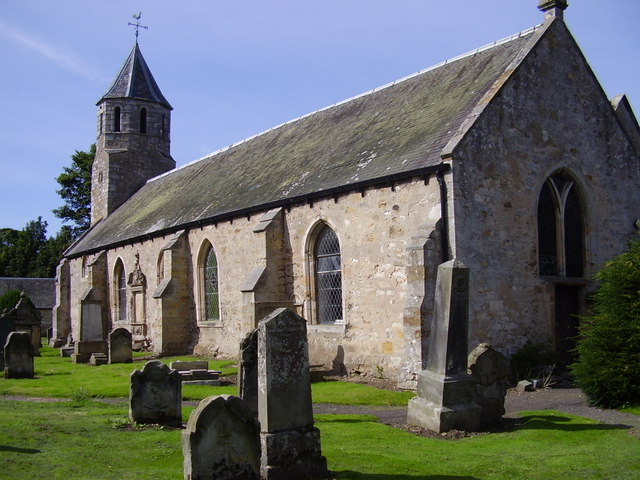
Pencaitland Parish Church

Die Pencaitland Parish Church ist ein Kirchengebäude der presbyterianischen Church of Scotland. Es liegt unweit des Ufers des Tynes im Zentrum der schottischen Ortschaft Pencaitland in der Council Area East Lothian. 1971 wurde das Bauwerk in die schottischen Denkmallisten in der höchsten Kategorie A aufgenommen.

## Geschichte
Die Geschichte der Pencaitland Parish Church ist komplex. Sie beginnt im 12. Jahrhundert als König Wilhelm der Löwe die Ländereien Everard de Pencaithland zur Verfügung stellte. Um diese Zeit muss ein Vorgängerbauwerk der heutigen Kirche entstanden sein, das de Pencaithland den Mönchen der Kelso Abbey unterstellte. Im 13. Jahrhundert wurde die Kirche ausgebaut, wobei möglicherweise Fragmente des älteren Kirchenbaus integriert wurden. Gesichert ist, dass die ältesten bis heute erhaltenen Fragmente dieser Bauphase entstammen. 1242 wurde das Gebäude konsekriert. Nach 1309 ist in Aufzeichnungen keine Verbindung mit der Kelso Abbey mehr zu finden.
Im 14. Jahrhundert wurde die Kirche der Dryburgh Abbey unterstellt, was der Bischof von St Andrews 1343 bestätigte. Das heutige Gebäude, das Fragmente des Vorgängerbaus enthält, entstand im Wesentlichen im 16. Jahrhundert. Obschon kein genaueres Baujahr bekannt ist, gilt die erste Hälfte des Jahrhunderts als wahrscheinlicher, da in den Jahrzehnten nach der schottischen Reformation nur wenige Kirchenbauten entstanden. Der heutige Glockenturm wurde 1631 errichtet und die Glocke 1656 gegossen. Auch in den folgenden Jahrhunderten wurden Überarbeitungen und Erweiterungen vorgenommen. Erwähnenswert ist unter anderem die reich ornamentierte Orgel aus dem Jahre 1889.